# 魯德霍夫峰

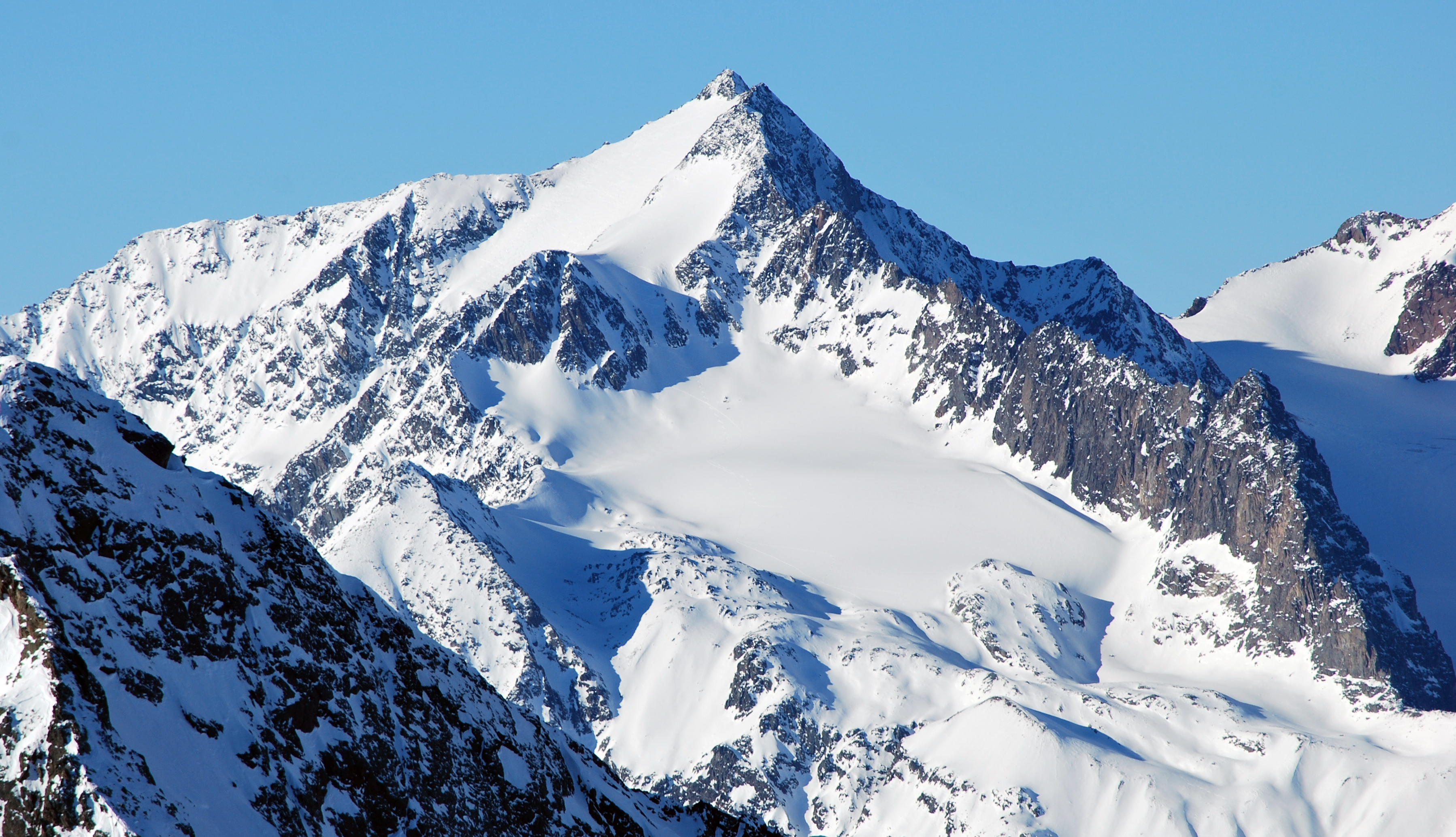

47°02′25″N 11°08′37″E / 47.04028°N 11.14361°E
魯德霍夫峰（德語：Ruderhofspitze），是奧地利的山峰，位於該國西部，由蒂羅爾州負責管轄，屬於斯圖拜阿爾卑斯山脈的一部分，海拔高度3,474米，每年平均降雨量1,426毫米。